# Sant'Angelo Limosano
Sant'Angelo Limosano é uma comuna italiana da região do Molise, província de Campobasso, com cerca de 397 habitantes. Estende-se por uma área de 16 km², tendo uma densidade populacional de 25 hab/km². Faz fronteira com Fossalto, Limosano, Lucito, Salcito, San Biase, Trivento.

## Demografia
| Variação demográfica do município entre 1861 e 2011                               |
|                                                                                   |
| Fonte: Istituto Nazionale di Statistica (ISTAT) - Elaboração gráfica da Wikipedia |